# كوداكواشي باسوبو
كوداكواشي باسوبو (بالإنجليزية: Kudakwashe Basopo)(مواليد 18 يوليو 1990) هي لاعبة كرة قدم تابعة لاتحاد زيمبابوي. وهي عضوة في منتخب زيمبابوي لكرة القدم للسيدات وممثل البلاد في مسابقة كرة القدم في دورة الألعاب الأولمبية الصيفية لعام 2016 . سجلت الهدف الأول للأمة في تاريخ الألعاب الأولمبية ضد ألمانيا في 3 أغسطس. في المباراة ضد ألمانيا، كانت روتيندو ماكوري من صنع هدفًا فاجأ الحارس الألماني آلموث شولت. ارتدت الكرة لكن باسوبو جعلتها هدفا مما جعل النتيجة 6-1 ضد زيمبابوي.

## روابط خارجية
- كوداكواشي باسوبو على موقع الاتحاد الدولي (مؤرشف)  (الإنجليزية)
- كوداكواشي باسوبو على موقع قاعدة بيانات كرة القدم.إي يو (الإنجليزية)
- كوداكواشي باسوبو على موقع اللجنة الأولمبية الدولية (الإنجليزية)
- كوداكواشي باسوبو على موقع أوليمبيديا (الإنجليزية)